# 翼体螺
翼体螺（学名：Pterosoma planum），是中腹足目龙骨螺科Pterosoma属的一种。主要分布于中国大陆，浮游生活。